# Phelister stercoricola
Phelister stercoricola är en skalbaggsart som beskrevs av Heinrich Bickhardt 1909. Phelister stercoricola ingår i släktet Phelister och familjen stumpbaggar. Inga underarter finns listade i Catalogue of Life.